# Dios en el bahaísmo
La visión bahá’í de Dios es esencialmente monoteísta. Dios es el Ser imperecedero y no originado del que procede toda la existencia. Es descrito como “un Dios personal, incognoscible, inaccesible, la fuente de toda Revelación, eterno, omnisciente, omnipresente y omnipotente”. Aunque trascendente y directamente inaccesible, su imagen se refleja en su creación. El propósito de la creación, para lo creado, es tener la capacidad de conocer y amar a su creador. Dios comunica su voluntad y su propósito a la humanidad a través de intermediarios, conocidos como Manifestaciones de Dios, que son los profetas y mensajeros que han fundado las religiones desde tiempos prehistóricos hasta el presente.

## Dios
Las enseñanzas bahá’í afirman que hay un único Dios, que su esencia es absolutamente inaccesible desde la esfera física de existencia y que, por lo tanto, su realidad es completamente incognoscible. Así, todas las concepciones de Dios que han surgido a lo largo de la historia son meras manifestaciones de la mente humana y no reflejan en absoluto la naturaleza de la esencia de Dios. Si bien la esencia de Dios es inaccesible, hay disponible una forma subordinada de conocimiento a través de la mediación de mensajeros divinos, conocidos como Manifestaciones de Dios. Las Manifestaciones de Dios reflejan atributos divinos, que son creaciones de Dios hechas con el propósito de la iluminación espiritual, en el plano físico de la existencia. Todos los seres físicos reflejan al menos uno de esos atributos, y el alma humana puede potencialmente reflejar todos ellos. Shoghi Effendi, líder de la fe bahá’í en la primera mitad del siglo XX, describe a Dios como inaccesible, omnisciente, omnipotente, personal y racional, y rechaza las creencias panteísta, antropomórfica y encarnacionista. 

### Unicidad de Dios
Aunque las culturas y religiones humanas difieren en sus concepciones de Dios y su naturaleza, los bahá’í piensan que se refieren al único y mismo Ser. Las diferencias, en vez de ser consideradas como construcciones irreconciliables de culturas mutuamente excluyentes, se consideran dotadas del propósito de reflejar las diversas necesidades de las sociedades en las que los mensajes divinos han sido revelados. Ninguna fe, con su respectiva concepción de Dios, es vista como esencialmente superior a otra desde el punto de vista de su contexto social original. Sin embargo, las religiones más recientes pueden enseñar una concepción de Dios más avanzada, tal como lo exigen las cambiantes necesidades de la civilización local, regional o global. Así, los bahá’í aprecian las religiones del mundo como capítulos de la historia de una fe única, revelada por las Manifestaciones de Dios en forma progresiva y por etapas. Bahá’u’alláh escribe:
"Toda alabanza a la unidad de Dios, y todo honor a Él, el Señor soberano, el Gobernante incomparable y glorioso del universo, Quien, de la nada absoluta, ha creado la realidad de todas las cosas, Quien, de la nada, ha dado ser a los elementos más refinados y sutiles de Su creación, y Quien, rescatando a Sus criaturas de la degradación de la lejanía y los peligros de 	la extinción final, los ha recibido en Su reino de gloria incorruptible. Nada menos que Su gracia omnipresente, Su misericordia que todo lo abarca, podría haberlo logrado".

### Conocimiento de Dios
Los bahá’í sostienen que Dios es demasiado grande como para que los humanos puedan tener una concepción adecuada de Él. Los atributos predicados de Dios, tales como la omnipotencia y el amor infinito, derivan de las experiencias humanas de poder y amor. Bahá’u’lláh enseña que el conocimiento de Dios se limita a los atributos y cualidades que son perceptibles para nosotros, de modo que no es posible el conocimiento directo de Dios. Aún más, Bahá’u’lláh afirma que el conocimiento de los atributos de Dios es revelado a la humanidad a través de sus mensajeros.
"Tan perfecta y vasta es Su creación que ninguna mente o corazón, no obstante su perspicacia o pureza, puede llegar a captar la naturaleza de la más insignificante de Sus criaturas; mucho menos comprender el misterio de Aquel Que es la Estrella del Alba de la Verdad, Que es la Esencia invisible e incognoscible…"
"Ya que nuestro conocimiento de las cosas, aun de las cosas creadas y limitadas, es conocimiento de sus cualidades y no de su esencia, ¿cómo sería posible comprender en su esencia la Realidad Divina, que es ilimitada?… Conocer a Dios, pues, significa comprender y 	conocer Sus atributos y no Su Realidad. Este conocimiento de sus atributos nos es proporcionado".

### Dios personal
Aunque las escrituras bahá’í hablan de un dios personal que es un ser dotado de personalidad (incluyendo la capacidad de razonar y sentir amor), afirman claramente que esto no implica una forma humana o física. Shoghi Effendi apunta:
"Lo que se entiende por Dios personal es un Dios que es consciente de Su creación, que tiene 	una Mente, una Voluntad, un Propósito, y no, como muchos científicos y materialistas piensan, una fuerza inconsciente y determinada operando en el universo. Tal concepción del Ser Divino, como la Realidad Suprema y siempre presente en el mundo, no es antropomórfica, ya que 	trasciende todas las limitaciones y formas humanas, y no intenta por medio alguno definir la esencia de la Divinidad, que está evidentemente más allá de toda comprensión humana. Decir 	que dios es una Realidad personal no significa que tenga una forma física o que de algún modo se parezca a un ser humano. Aventurar una creencia semejante sería una completa blasfemia".
Las enseñanzas bahá’í enseñan que uno puede desarrollar una relación cercana con Dios a través de la oración, la meditación, el estudio de las escrituras sagradas y el servicio a la humanidad. ‘Abdu’l-Bahá señala:
"De este modo, aprendemos que la cercanía a Dios es posible a través de la devoción a Él, de la entrada al Reino y el servicio a la humanidad; es alcanzada por la unidad con la humanidad y por la bondad amorosa a todos; depende de la investigación de la verdad, de la adquisición de las virtudes dignas de elogio, del servicio a la causa de la paz universal y de la santificación 	personal".

## Manifestaciones de Dios
Los bahá’í creen que Dios expresa su voluntad en todo tiempo y de muchas maneras, y específicamente a través de una serie de mensajeros divinos conocidos como Manifestaciones de Dios o algunas veces como educadores divinos. Al revelar la voluntad de Dios, esas Manifestaciones establecen la religión en el mundo. Puesto que las enseñanzas bahá’í afirman que Dios es demasiado grande para que los humanos lo comprendan o creen más que una concepción limitada de Él, la escritura bahá’í se centra en las virtudes y atributos divinos creados que son descritos en las enseñanzas de las Manifestaciones. Ejemplos de atributos divinos descritos en la escritura bahá’í incluyen la omnipotencia, el amor infinito, la misericordia, la compasión, la gloria. Las Manifestaciones de Dios son como espejos divinos que reflejan los atributos creados de Dios y por tanto revelan aspectos de Dios sin ser encarnaciones de la esencia de Dios. Es a través de estos educadores divinos que los humanos pueden a Dios, y a través de ellos Dios brinda la revelación divina y la ley.

## Nombres de Dios
Las escrituras bahá’í suelen referirse a Dios con diferentes títulos y atributos, tales como Todopoderoso, Todosabiduría, Incomparable, Gracioso, Asistencial, Todoglorioso y Omnisciente. Los bahá’í creen que el nombre más elevado de Dios es “Todoglorioso” o Bahá en árabe. Bahá es la raíz de los siguientes nombres y frases: el saludo Alláh-u-Abhá (Dios es Todogloroso), la invocación Yá Bahá’u’l-Abhá (Oh Tú, Gloria del Más Glorioso), Bahá’u’lláh (La Gloria de Dios) y Bahá’i (Seguidor del Todoglorioso). Son expresados en árabe independientemente del lenguaje en uso. Junto con esos nombres, Dios es referido en el lenguaje local, por ejemplo Ishwar en hindi, Dieu en francés y God en inglés. Los bahá’í creen que Bahá’u’lláh, el fundador de la fe bahá’i, es “la encarnación completa de los nombres y atributos de Dios”.